# Gudbjerg
Gudbjerg är en tätort i Svendborgs kommun i Region Syddanmark i Danmark. Tätorten har 471 invånare (2024). Den ligger på Fyn, cirka 11 kilometer nordost om Svendborg.